# クリックスヤスダ
株式会社クリックスヤスダは、かつて存在した日本のスポーツ用品企業。最盛期はドゥンガや柱谷幸一などのサッカー選手とアドバイザリー契約を結ぶなど、日本を代表するサッカー用品およびラグビー用品メーカーの一つであったが、2002年に自己破産し、法人としては消滅した。
その後、かつての愛好者らが2018年に新たに設立した会社が商標や木型を買い取ってブランドを再興し、生産を続けている。

## 主力製品・事業
- ラグビー用スパイク
- サッカー用スパイク
- サッカー用ウェア
- サッカーボール

### 特徴
- 日本人の足の形に合う幅広のシューズやカンガルー革製の軽いシューズなどで知られた[1]。

## 沿革
- 1932年 - 靴職人の安田重春が独立して安田靴店として創業[2]
- 1960年 - 日本初のゴム底のサッカーシューズを開発
- 1967年 - サッカーボール「イレブンスターズ」が日本協会から公認球に認定される
- 1970年 - サッカー用ウェアの生産を開始
- 1973年 - サッカーブラジル代表のジャイルジーニョとアドバイザリー契約
- 1988年 - 経営危機に陥り、経営陣を一新して新会社「クリックスヤスダ」を設立
- 2002年 - 4月30日に東京地裁に自己破産申請
- 2018年 - かつての愛好者らがクラウドファンディングで出資を募って新会社設立、その後、商標やシューズの木型を買い取って生産を再開